# Rick Ungar
Richard „Rick” Ungar (n. 4 noiembrie 1950, Youngstown⁠(d), Ohio, SUA) este gazda emisiunii The Rick Ungar Show, o emisiune radio de două ore cu comentarii politice și de știri. Ungar este și redactorul șef al site-ului The Daily Centrist. Anterior, Ungar a fost co-gazda Steele & Ungar pe canalul P.O.T.U.S. (Sirius XM) al SiriusXM și a colaborat cu comentarii politice la Forbes.com, Newsmax TV și Forbes pe Fox. Anterior, Ungar a fost un scenarist și producător de televiziune de la Hollywood, în special în industria animației.